# Rotsjön, Lappland
Rotsjön är en sjö i Åsele kommun i Lappland och ingår i Ångermanälvens huvudavrinningsområde. Sjön har en area på 0,37 kvadratkilometer och ligger 342,5 meter över havet.

## Delavrinningsområde
Rotsjön ingår i det delavrinningsområde (711536-156067) som SMHI kallar för Ovan 711408-156405. Medelhöjden är 372 meter över havet och ytan är 14,73 kvadratkilometer. Det finns inga avrinningsområden uppströms utan avrinningsområdet är högsta punkten. Vattendraget som avvattnar avrinningsområdet har biflödesordning 3, vilket innebär att vattnet flödar genom totalt 3 vattendrag innan det når havet efter 189 kilometer. Avrinningsområdet består mestadels av skog (92 procent). Avrinningsområdet har 0,49 kvadratkilometer vattenytor vilket ger det en sjöprocent på 3,3 procent.